# Distretto di Wang Noi
Il distretto di Wang Noi (in thailandese: วังน้อย) è un distretto (amphoe) della Thailandia, situato nella provincia di Ayutthaya.